# Au Petit Paris
Pour les articles homonymes, voir Petit-Paris.
Au Petit Paris est un immeuble Art déco situé à  Reims dans le département français de la Marne en région Grand Est. Construit à partir de 1922, il a été inauguré le 26 mars 1923.
Il doit son nom aux grands magasins Au Petit Paris et Aux Sœurs de Charité qui l'occupèrent en premier.

## Histoire
Magasin de Reims ; le bâtiment est construit pour M. Cahen par Edmond Herbé et Maurice Deffaux, les travaux durèrent de 1922 à 1923 à l'angle des rues de Talleyrand et de l'Étape. La coupole est l'œuvre du maître verrier Jacques Simon.

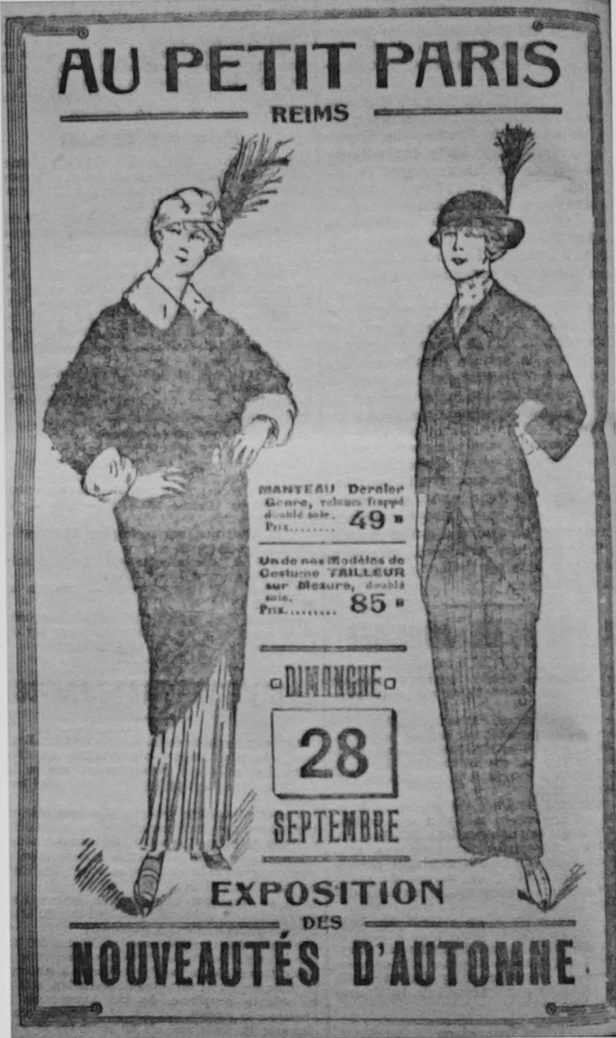
Publicité 1913 ;
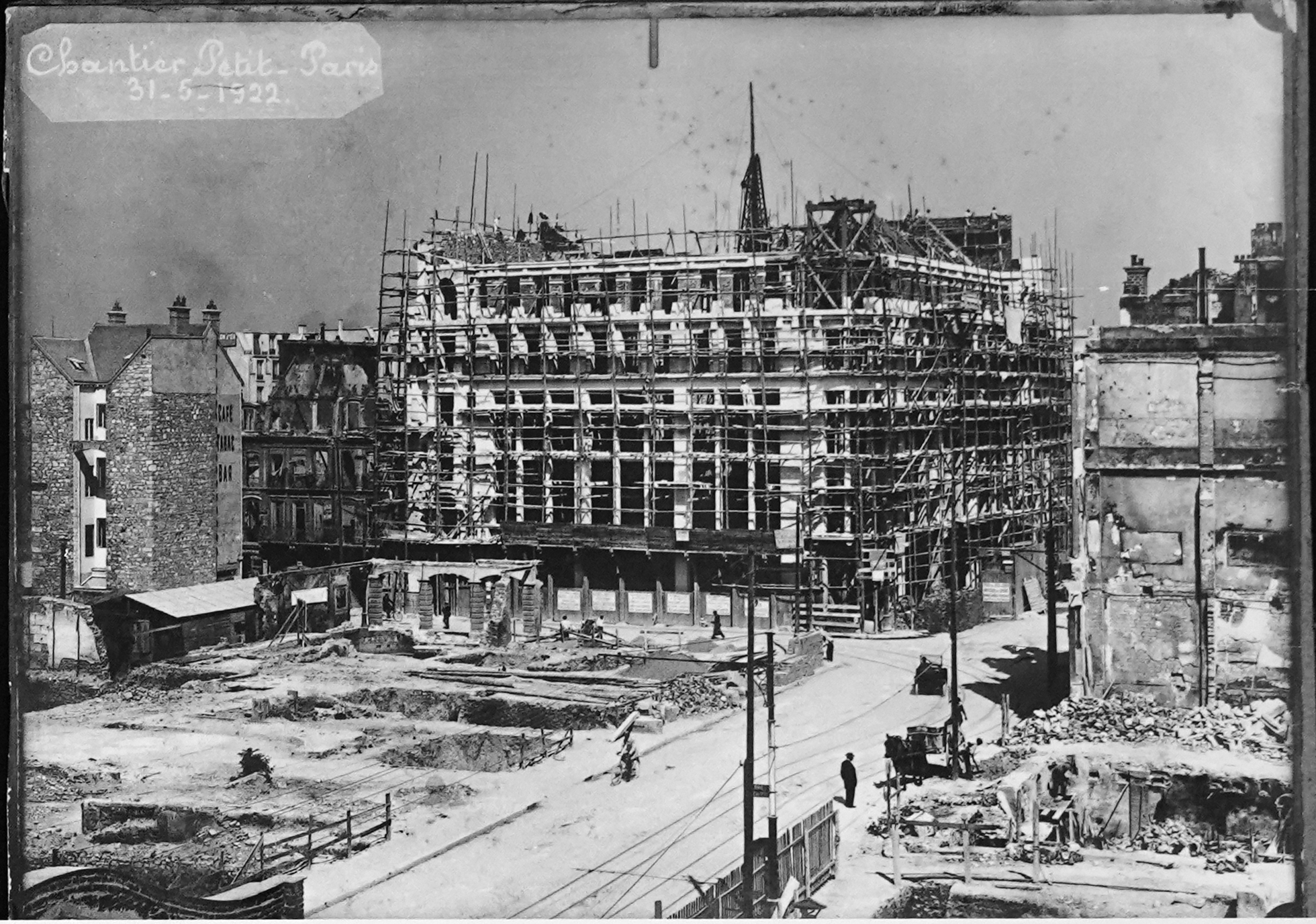
constrction,
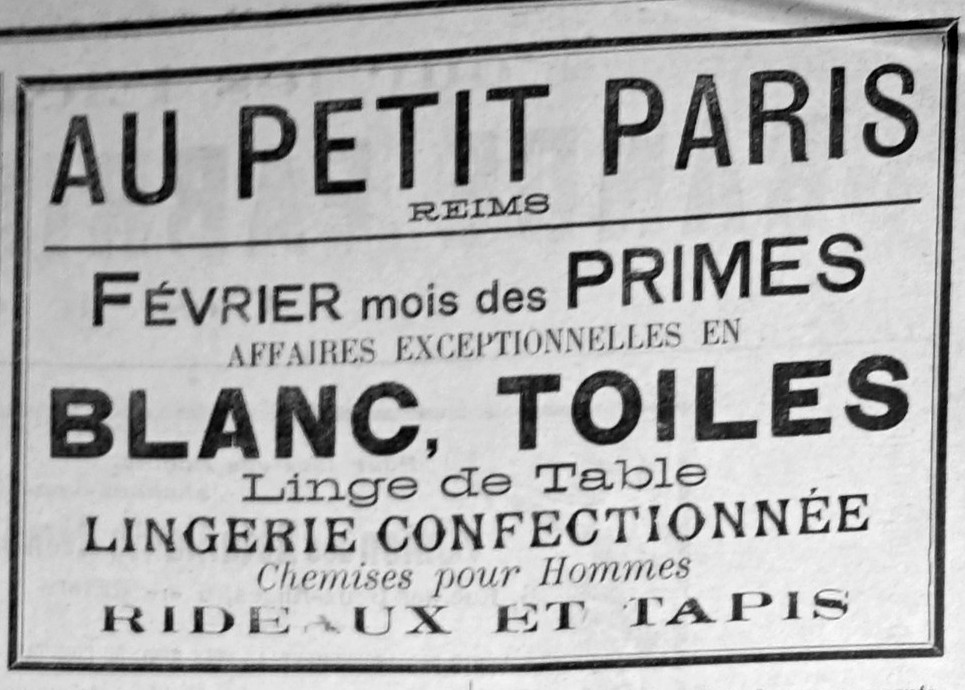
Cri de Reims ;
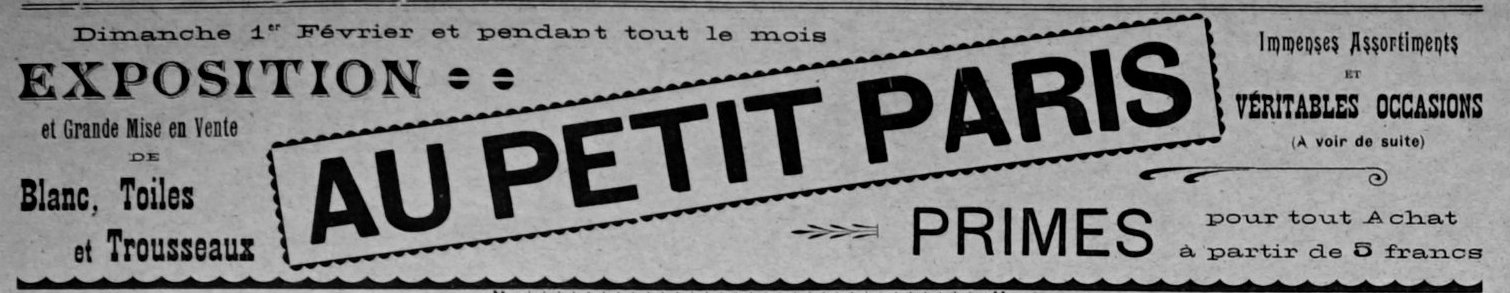
1903.

En 1923, le bâtiment est primé au concours de façades de l'Union Rémoise des Arts Décoratifs.
La rénovation de 1973 modifie profondément l'intérieur de l'immeuble, cachant la verrière sommitale de l'escalier et détruisant celui-ci.
Après un magasin de grande distribution de 1930 à 1978 (Monoprix qui déménage ensuite au familistère des Docks rémois), un magasin de musique (La Clé de Sol), et un magasin de sport (Go Sport), le magasin est depuis tenu par l'enseigne Maxi Bazar,.

## Galerie d'images

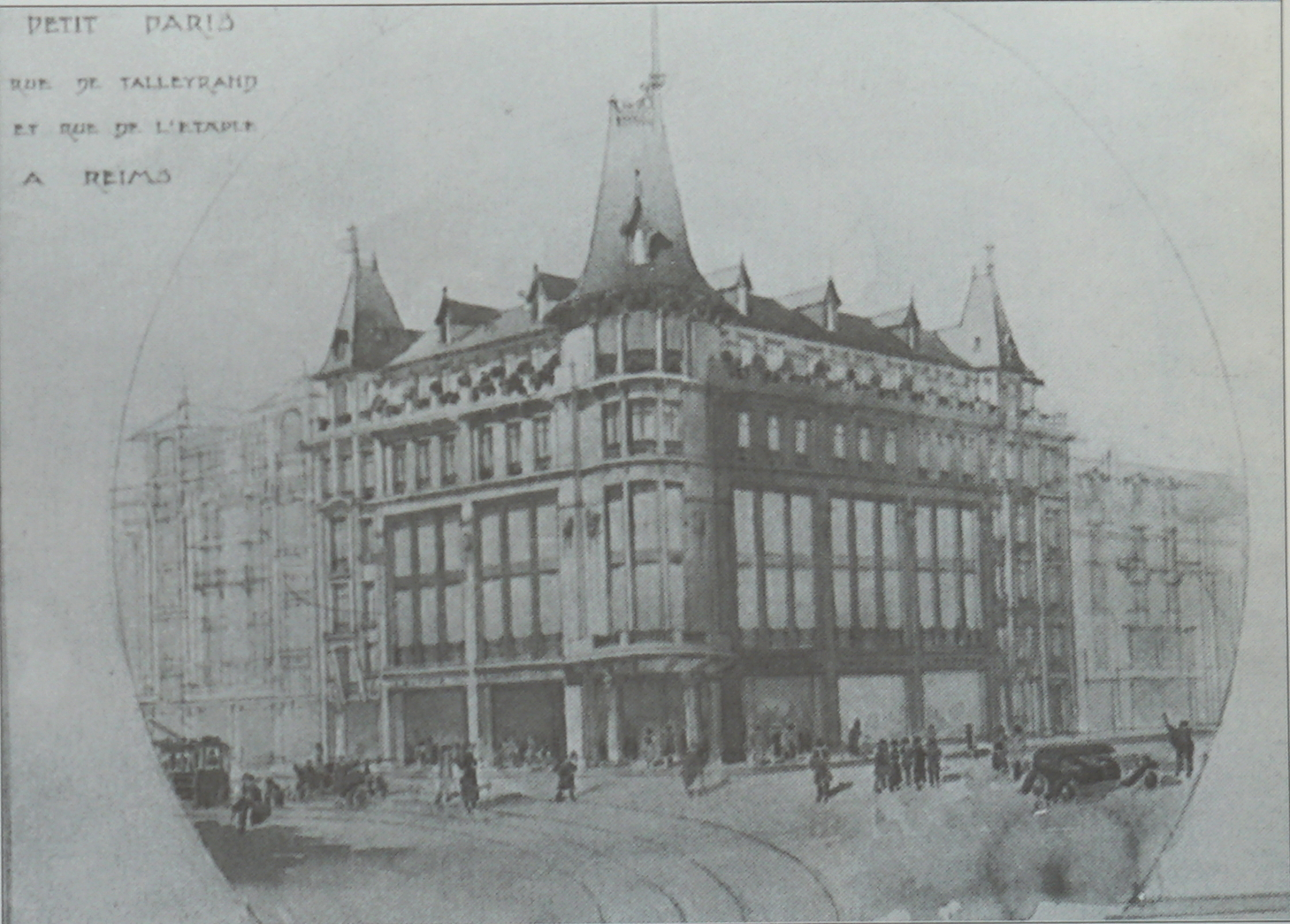
Carte postale années 1930.
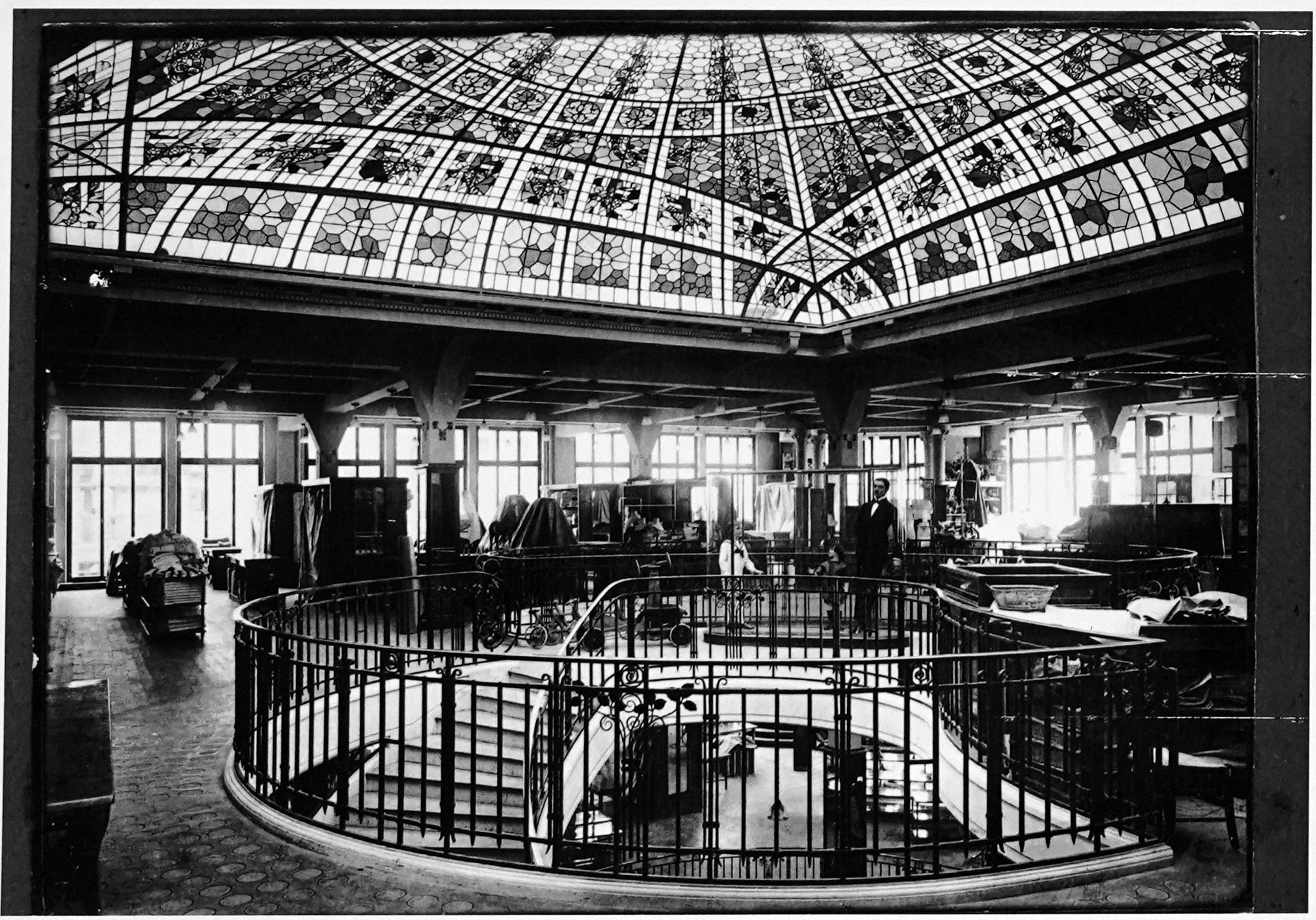
Escalier et verrière.
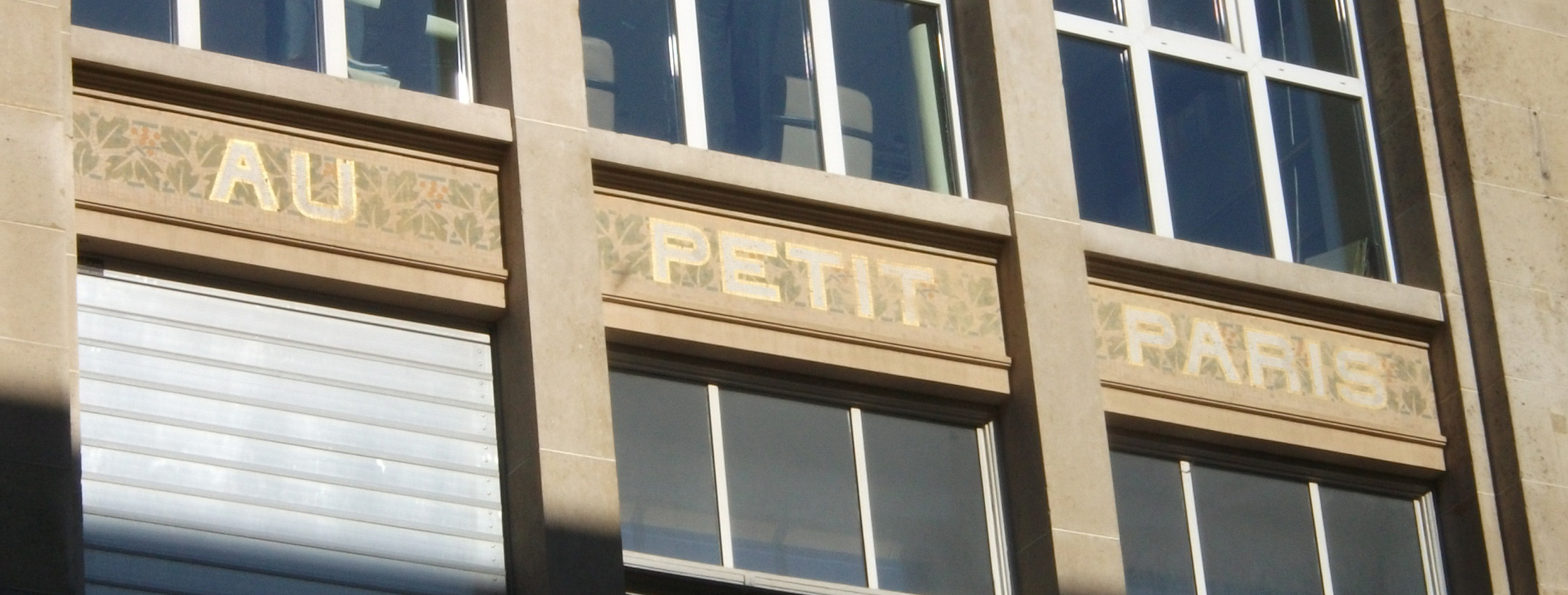
mosaïque découverte en 2000.
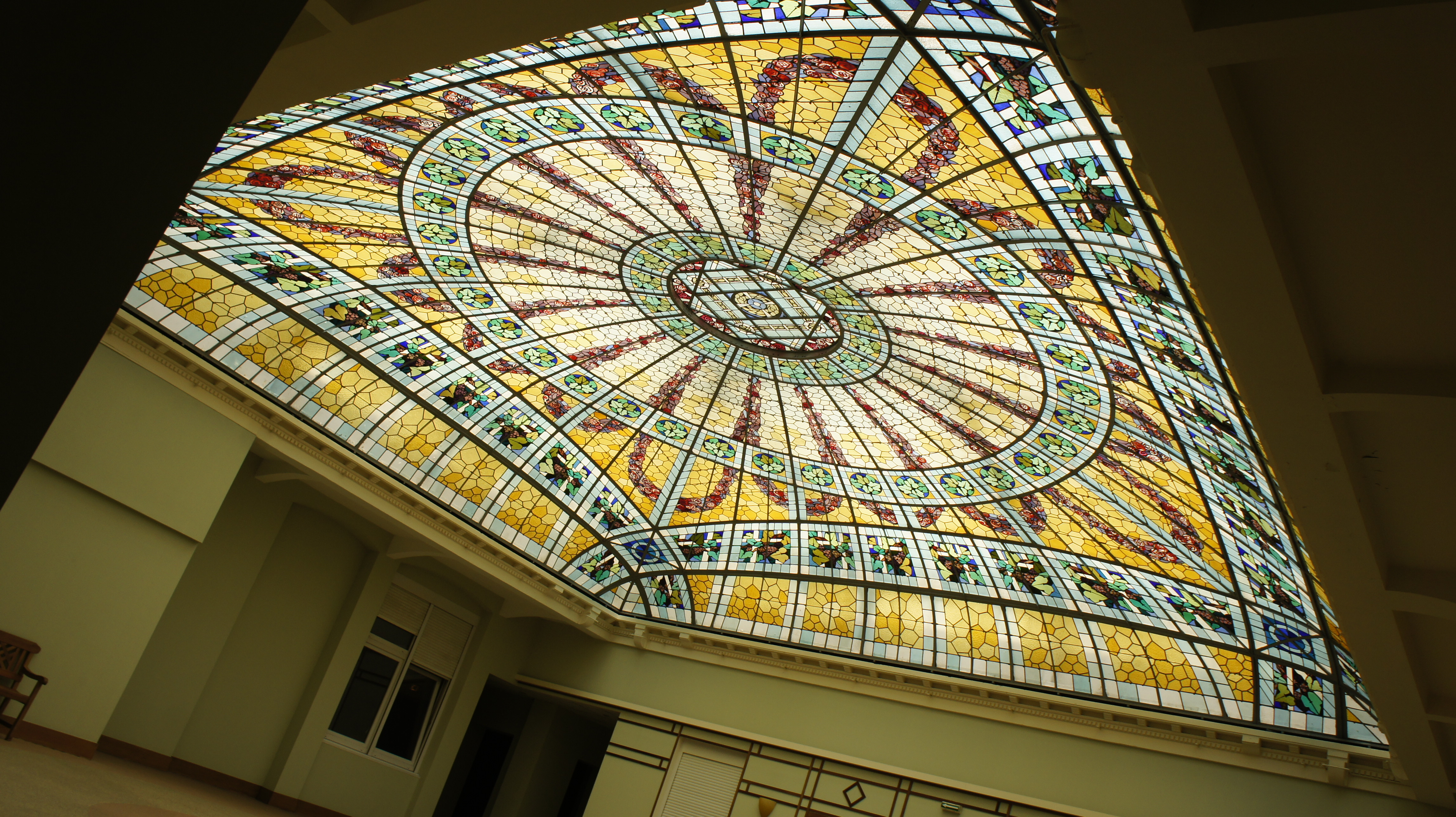
verrière.